# Hi, Mom!
Hi, Mom! (en español: ¡Hola, mamá!) es una película de comedia y humor negro de Brian De Palma, y una de las primeras películas de Robert De Niro. De Niro repitió su personaje de Jon Rubin de Greetings (1968). En esta película, Rubin es un novato «cineasta adulto» que tiene una idea para publicar cámeras en su ventana y cintas de vídeos a sus vecinos.

## Elenco
- Robert De Niro como Jon Rubin.
- Charles Durning como Superintendente.
- Allen Garfield como Joe Banner.
- Lara Parker como Jeannie Mitchell.
- Bruce Price como Jimmy Mitchell.
- Ricky Parker como Ricky Mitchell.
- Andy Parker como Andy Mitchell.
- Jennifer Salt como Judy Bishop.
- Paul Bartel as Tío Tom Wood.
- Gerrit Graham como Gerrit Wood.
- Floyd L. Peterson como John Winnicove.
- Paul Hirsch como Avery Gunnz.
- Joseph King como Dr Joe King.